# Aphis affinis
Aphis affinis är en insektsart som beskrevs av Del Guercio 1911. Aphis affinis ingår i släktet Aphis och familjen långrörsbladlöss. Arten är reproducerande i Sverige. Inga underarter finns listade i Catalogue of Life.